# Che Dorasamy
Che Dorasamy (24 gennaio 1986) è un calciatore seychellese, di ruolo attaccante.